# Al-Baha
Al-Baha (arab. الباحة Al-Bāḩah) – miasto w południowo-zachodniej Arabii Saudyjskiej. Jest siedzibą administracyjną prowincji Al-Baha. W 2010 roku liczyło około 95 tys. mieszkańców.